# 유치진
유치진(柳致眞, 1905년 12월 15일(1905년 음력 11월 19일) ~ 1974년 2월 10일)은 대한민국의 연극인, 극작가, 소설가이다. 본관은 진주(晉州)이고 아호는 동랑(東朗)이다.

## 생애
경상남도 통영군 충무읍 출신으로, 한학을 공부한 뒤 10대 시절 일본에 유학하여 릿쿄 대학교 영문학과에서 학사 학위 취득했다. 1931년 귀국하여 곧바로 극예술연구회를 조직하고, 《문예월간》에 연재한 〈토막 (土幕)〉을 시작으로 농촌을 무대로 한 사실주의 작품을 발표하며 극작가로 활동했다.
〈토막〉을 비롯하여 〈버드나무 선 동리 풍경〉(1933), 〈빈민가〉(1935), 〈소〉(1935) 등 1930년대 초중반에 발표한 작품들은 식민지의 농촌 현실을 날카롭게 묘사하여 카프와 같은 경향파적 특성을 보이고 있는데, 이 때문에 카프 문인들로부터 동반자 작가로 평가 받기도 했다. 이 무렵 발표한 평론인 〈노동자 구락부극에 대한 고찰〉(1932) 등에도 계몽적 한계는 엿보이나 진보적인 현실 인식을 바탕으로 한 유치진의 초기 성향이 잘 드러나 있다.
태평양 전쟁 시기에 조선총독부의 지원으로 친일 연극을 다수 공연했다. 예를 들어 1942년 발표한 〈북진대〉는 일진회 회장 이용구의 생애를 찬양한 작품이다. 관제 연극 공연을 위한 현대극장을 주도했고, 현대극장 창립 작품으로 일본의 만주 침략을 긍정적으로 묘사한 〈흑룡강〉의 희곡을 썼으며, 함세덕, 조천석 등의 친일 작품을 연출하고 친일 수필도 발표한 기록이 있다. 조선연극협회, 조선문인협회의 간부를 지냈고, 1944년에는 어용 문인 단체인 조선문인보국회의 소설·희곡부 회장이 되었다.
광복 후 우익 연극계에서 활동하며 반공 작품을 공연했고, 대한민국 연극계의 기초를 닦았다. 해방기의 대표 희곡으로는 좌익 측에 대한 비판 의식이 포함된 〈조국〉(1946), 〈자명고〉(1946), 〈별〉(1948), 〈흔들리는 지축〉(1949)이 있다.  한국 전쟁 이후로는 우파적 경향성은 희석되고 영화, 음악, 무용 등 인접 장르의 방법론을 도입하는 실험적 기법을 시도했다.
1958년에는 서울예술대학의 전신이 되는 한국연극연구소를 설립하였고, 1960년대 이후로는 희곡 창작보다 드라마 센터 건립 등 연극 교육에 몰두했다. 국립극장 극장장, 한국연극협회 회장, 동국대학교 교수를 역임했다. 대한민국예술원 회원도 역임했다.

## 학력
- 통영보통학교 졸업
- 일본 도쿄 도요야마 중학교 졸업
- 일본 릿쿄 대학교 영어영문학과 학사

## 사후
유치진은 일제강점기 당시 현대극장을 중심으로 한 친일 행적이 뚜렷한 편이었기 때문에 반공주의가 다른 이념이나 논리에 앞서던 1950년대에 극예술연구회 시절부터의 동료인 김광섭과 희곡 〈왜 싸워〉를 놓고 논쟁을 벌이는 등 이미 연극계 친일 논란의 중심이었다.
1991년 대한민국 문화부가 유치진을 4월의 문화 인물로 선정했지만 경상남도 충무시(현재의 경상남도 통영시)의 문화 예술인들이 유치진의 친일 행적을 문제삼는 바람에 김정호로 교체되는 일까지 벌어지기도 했다.
2008년 민족문제연구소가 발표한 친일인명사전 수록예정자 명단 연극 부문에 포함되었다. 총 12편의 친일 저작물이 밝혀져, 2002년 발표된 친일 문학인 42인 명단, 2009년 친일반민족행위진상규명위원회가 발표한 친일반민족행위 705인 명단에도 들어 있다.
시인 유치환의 친형이며, 자녀들은 모두 연극계에서 활동했다. 맏딸 유인형은 서울예대 연극과 교수를 지냈고, 맏아들 유덕형은 서울예대 학장과 이사장을 역임했다.

## 혈연 관계
유치진은 진주류씨 대사성공파 26세손이다. (대사성공증손 계사정공증손 참봉공 제4자 (휘 사춘)파(거제파)
- 증조부: 유계원(柳啓元)
- 조부: 유지영(柳池英)
- 부친: 유준수(柳焌秀)
  - 본인: 유치진(柳致眞) - 서울예술대학교 설립
  - 부인: 심재순(沈載谆, 청송심씨(靑松沈氏) 심규섭(沈珪燮, 섭통례)의 딸) - 심상훈(沈相薰, 참정대신)의 손녀, 한규설(韓圭卨, 참정대신)의 외손녀 
    - 딸: 유인형 - 서울예술대학교 연극과 교수
    - 아들: 유덕형 - 서울예술대학교 총장, 이사장

  - 동생: 유치환(柳致環) - 시인
  - 제수: 권재순(權在順, 안동권씨(安東權氏) 권수봉(權守奉)의 딸)

## 같이 보기
- 극예술연구회
- 현대극장
- 서울예술대학
- 동랑청소년종합예술제

## 참고 문헌
- 권영민 (2004년 2월 25일). 《한국현대문학대사전》. 서울: 서울대학교출판부. 603~604쪽. ISBN 89-521-0461-7.
- 반민족문제연구소 (1995년 7월 1일). 〈유치진 : 친일 ‘국민연극’ 주도한 근대연극사의 거두 (박영정)〉. 《친일파 99인 (3)》. 서울: 돌베개. ISBN 89-7199-013-9.